# 合歡山國家森林遊樂區

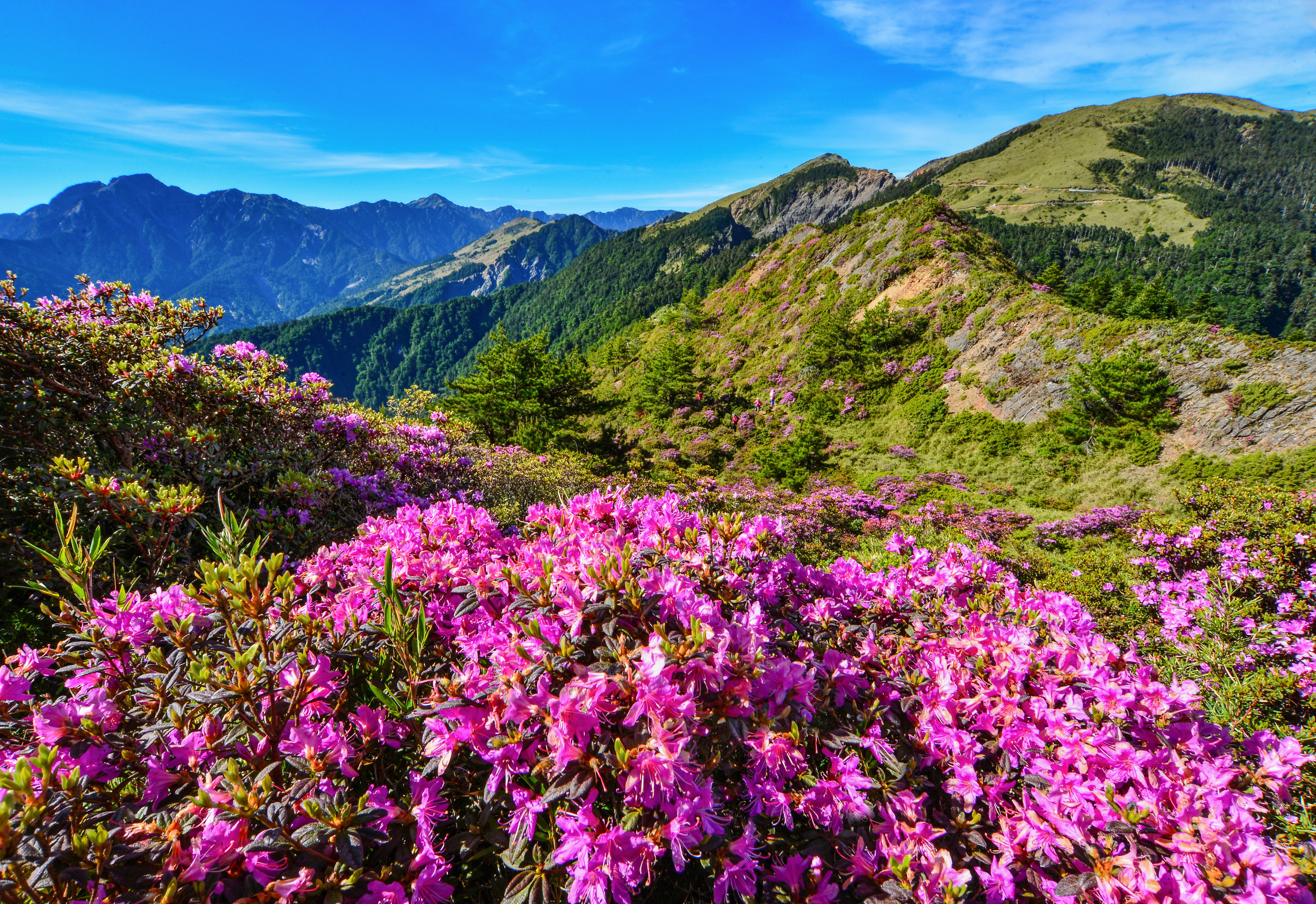
合歡山北峰紅毛杜鵑

合歡山國家森林遊樂區，是一座位在臺灣南投縣仁愛鄉與花蓮縣秀林鄉交界地帶的國家森林遊樂區，成立於1963年。
合歡山原為泰雅族原住民之獵場，地點偏僻。1956年（民國45年）中部橫貫公路霧社至大禹嶺支線闢建後，該地區逐漸發展為臺灣本島最著名賞雪、避暑勝地之一。合歡山臨近有合歡群峰及奇萊群峰，盛行登山活動。

## 外部連結
- 【臺灣，你好！】沙發環島空拍鷹眼系列 - 2015/7/22 合歡山 卷一（页面存档备份，存于）
- 合歡山國家森林遊樂區 - 國家森林遊樂區 _ 交通部中央氣象局 （页面存档备份，存于）
- 合歡山國家森林遊樂區 - 台灣山林悠遊網 （页面存档备份，存于）
- 合歡山國家森林遊樂區 - 交通部觀光局 （页面存档备份，存于）
- 旅遊資訊 - 國家森林遊樂區 - 合歡山國家森林遊樂區 （页面存档备份，存于）